# پریری رووز (داکوتای شمالی)
پریری رووز(به انگلیسی: Prairie Rose) شهری در ایالت داکوتای شمالی کشور ایالات متحده آمریکا است که جمعیت آن در سرشماری سال ۲۰۱۰ میلادی، ۷۳ نفر بوده‌است.